# Teshub

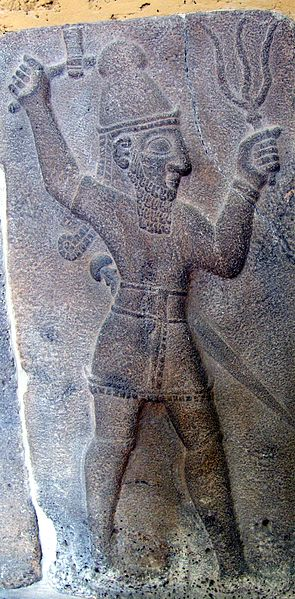
Raffigurazione di Tarhun nel bassorilievo di Ivriz (Anatolia centro-meridionale)

Teshub (altresì scritto Teshup) era il dio urrita del cielo e della tempesta.  
Derivazione dell'Hattico Taru, il suo nome nella lingua ittita e luvia era Tarhun (con le varianti Tarhunt, Tarhuwant, Tarhunta). 
L'iconografia comune lo vede raffigurato con in mano un triplo fulmine ed un'arma, solitamente un'ascia (spesso bipenne) o una mazza ferrata. Il toro sacro degli Hatti - già animale simbolo diffuso in molte culture anatoliche - diventa, nella cultura urrita e ittita, una rappresentazione simbolica di Teshub che viene rappresentato, non a caso, con una corona cornuta; anche il racconto mitologico dei tori Seri e Hurri (il Giorno e la Notte), che conducono il suo carro da guerra o lo trasportano sul loro dorso, trae la sua origine da questo simbolo più antico. 
Nello schema urrita, viene equiparato a Hebat, la dea madre; tra gli ittiti con la dea del Sole, Arinna. Tutti questi sono culti molto antichi che possono essere fatti discendere sostanzialmente dal dio toro e dalla dea madre adorati a Çatalhöyük nel Neolitico. Alcuni miti parlano anche del suo conflitto con la creatura del mare (forse un serpente) Hedammu o Illuyanka. Il figlio di Teshub era Sarruma. 
Teshub è simile alla divinità vedica Rudra o induista Shiva.
Il mito urrita dell'origine di Teshub, narrante che egli venne concepito quando il dio Kumarbi morse e inghiottì i genitali di suo padre Anu, è probabilmente l'ispirazione della storia di Urano, Crono e Zeus, che è raccontata nella Teogonia di Esiodo.